# Isla Dassen
La isla Dassen (en Afrikáans: Dassen eiland; en inglés: Dassen Island) es una isla de Sudáfrica en el océano Atlántico. Está situada a unos 10 km al oeste de Yzerfontein y a 55 km al norte de Ciudad del Cabo. La isla mide alrededor de 3,1 km de noroeste a sureste, y 1 km de ancho, con una superficie de 2,73 km². Fue declarada reserva natural.
La estructura geológica de la isla se compone de una Turmalina de granito de grano fino (con algunas zonas de granito biotítico) saliente cubierto de arena. Algunas de las características de granito a lo largo de la costa - a apenas por encima de la marea alta - se componen de rocas grandes y redondeadas que sobresalen por encima de la arena. A pesar de las condiciones temporales durante el invierno en el interior, por lo general hay poca agua fresca en la isla.
Excepto en su parte oriental, la isla Dassen está rodeada de arrecifes y muchos barcos han encallado en la zona.

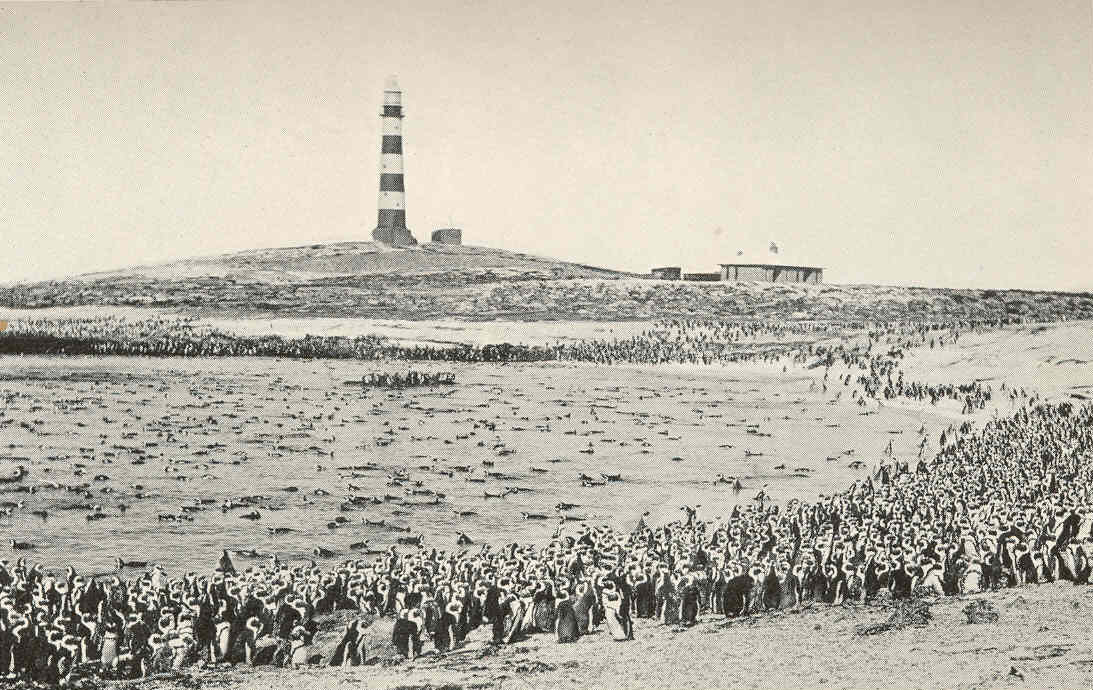
Colonia de pingüino de El Cabo (Spheniscus demersus) en la isla Dassen.
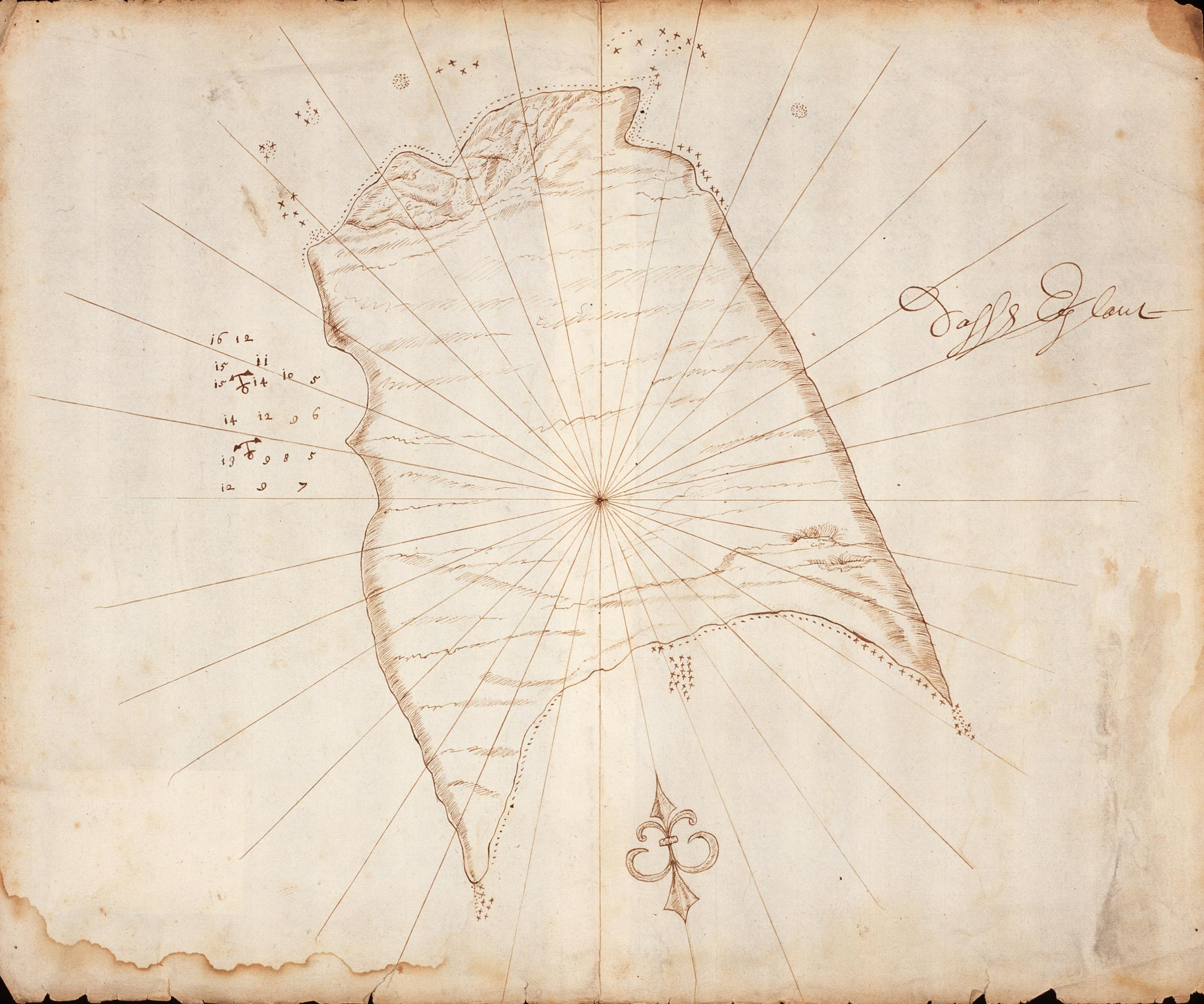
Carta náutica de mediados del siglo XVII